# Albinaria jonica
Albinaria jonica is een slakkensoort uit de familie van de Clausiliidae. De wetenschappelijke naam van de soort is voor het eerst geldig gepubliceerd in 1866 door L. Pfeiffer.